# Бульдоги Фресно
«Бульдоги Фресно» (англ. Fresno Bulldogs), также известные как F-14, FBD и BDS — уличная банда, базирующаяся во Фресно, Калифорния. Состоит в основном из латиноамериканцев. Считается одной из самых многочисленных латиноамериканских банд в Центральной Калифорнии, в одном только Фресно их численность составляет от 6 до 12 тысяч человек.

## История
Банда появилась ещё в начале второй половины XX века, но не была независимой вплоть до 1980-х. Выделилась из состава группировки Norteños, находящейся под контролем «Нуэстра Фамилия» во время тюремных войн 1984—1985 годов. В ту пора была известна как F-14 (F означало «Фресно», 14 — четырнадцатую букву алфавита, «N», от Norteños). К середине 1980-х F-14 восстала против «Нуэстра Фамилия», что привело к кровопролитной войне в тюрьмах Калифорнии, известной в фольклоре банды как «Красная волна». В 1986 году F-14 начали использовать имя «Бульдоги» и талисман государственного университета Фресно, включая отпечаток лапы и изображение головы бульдога в граффити и татуировках. Они также стали использовать собачий лай как позывной и слова «Dog», «Perro» или «Efe» («пёс» на английском и испанском языках) в качестве обращения друг к другу.
Полицейское управление Фресно и Отдел шерифа округа Фресно пытались применять суровые меры в отношении банды. В ноябре 2006 года была начата полицейская операция, целью которой было уничтожение банды. Операция привела к арестам 2422 «бульдогов» и тех, кто с ними сотрудничал, но автономная структура банды усложнила усилия полицейских раскрыть преступления, приписанные её членам.

## Местоположение
Группировка появилась во Фресно, Калифорния. Переселение членов банды начало расширять её влияние и контроль на другие территории, но подавляющее большинство до сих пор живёт в округе Фресно и области Центральных равнин. Существуют сообщения о преступной деятельности «бульдогов» в Вайоминге.

## Культура
Восстав против иерархической структуры Norteños, «Бульдоги Фресно» гордятся децентрализацией своей системы управления. Каждая подразделение «бульдогов» работает автономно друг от друга.
Банда не имеет официальных союзников и, в отличие от подавляющего большинства других латиноамериканских банд Калифорнии, никак не связана ни с группировкой Sureños, ни с Norteños.
Инициация членов банды происходит разными способами (избиение в течение пяти минут, совершение серьёзного преступления, например, убийства врага и т. п.)
В состав банды входят разные бригады: «Собаки Льюис-стрит», «Бульдоги Бонд-стрит», «Бульдоги Пайндейла», «Бульдоги 5-й улицы», «Бульдоги RTL» и «Бульдоги Колледж-стрит». Участники группировки носят одежду главным образом красного цвета, но не присоединяются ни к Bloods, ни к Norteños.

## Преступная деятельность
Главный доход группировке приносит уличная торговля марихуаной, героином и метамфетамином.